# Zagra
Zagra là một đô thị trong tỉnh Granada, Tây Ban Nha. Theo điều tra dân số 2004 (INE), đô thị này có dân số là 1094 người.